# Cozumel

Drapeau de Cozumel

Cozumel (littéralement « terre des hirondelles » en maya yucatèque) est une île de la mer des Caraïbes située au large de la côte orientale de la péninsule du Yucatán. Elle constitue l'une des neuf municipalités de l'État de Quintana Roo, au Mexique. Cozumel attire de nombreux touristes notamment pour la plongée sous-marine.
En 2016, l'île est reconnue par l'Unesco au titre de réserve de biosphère.

## Histoire
On pense que les Mayas se sont installés à Cozumel à partir du début du premier millénaire après Jésus-Christ. On a aussi découvert des objets fabriqués par les Olmèques dans la période préclassique. Pour les Mayas, Cozumel était l'île sacrée de Ix Chel, la déesse de la lune. Les Mayas, et plus particulièrement les femmes qui désiraient avoir des enfants, s'y rendaient en pèlerinage et visitaient un temple à San Gervasio. Des ruines datant principalement de la période post-classique ont subsisté, même si une grande partie a été rasée au bulldozer pour créer des pistes d'atterrissage durant la Seconde Guerre mondiale.
Juan de Grijalva fut le premier Espagnol à visiter l'île en 1518. Hernán Cortés s'y rendit l'année suivante et détruisit avec sa flotte de nombreux temples. À cette époque, environ 40 000 personnes vivaient à Cozumel, mais une épidémie de variole ravagea l'île en 1570 et ne laissa que 30 survivants. Dans les années qui suivirent, l'île fut abandonnée par ses derniers habitants. Les pirates s'en servirent alors de temps en temps comme base. La guerre des castes (1847-1901) amena de nombreux réfugiés qui fuyaient la violence sévissant sur le continent. Dans les années 1960, Jacques-Yves Cousteau découvrit la beauté du récif de corail de Cozumel et attira de nombreux plongeurs. Cozumel devint l'un des plus grands centres de plongée sous-marine au monde. À la fin des années 1970, un grand aéroport fut construit (code AITA : CZM), ce qui permit l'arrivée de plus grands avions et de vols internationaux. Ainsi, le tourisme s'accrut sur l'île. Aujourd'hui, Cozumel est une escale pour de nombreuses croisières dans les Caraïbes, mais c'est la plongée sous-marine qui attire encore le plus de touristes.

### Origine du nom
À l'origine, le nom maya-yucatèque de Cozumel était cuzaam luumil qui, étymologiquement, peut être divisé comme suit : cuzam « hirondelle », luum, « terre ou lieu » et il, « de, appartenant à »  donnant comme signification « terre d'hirondelles ». Plus tard, cuzaam luumil subit une apocope et devint Cuzamil.
Le mot Cozumel résulte de la déformation phonétique des conquistadores espagnols.

## Géographie
L'île se situe à 16,9 km au sud-est de Playa del Carmen et à 65 km au sud de la ville de Cancún. Elle s'étend sur environ 45 km du nord au sud et 16,7 km d’ouest en est pour une superficie de 477,8 km2. Presque tous les habitants de l’île habitent la ville de San Miguel de Cozumel (qui regroupait quelque 70 000 habitants en 2005), située sur la côte occidentale. Le reste de l’île est recouvert d’une végétation dense. Le relief est presque absent avec 23,8 mètres pour point culminant.

### Climat
Le climat de Cozumel est de type tropical de savane (Aw selon la classification de Köppen).
| Mois                                | jan. | fév.  | mars | avril | mai   | juin  | jui.  | août  | sep.  | oct.  | nov.  | déc.  | année   |
| ----------------------------------- | ---- | ----- | ---- | ----- | ----- | ----- | ----- | ----- | ----- | ----- | ----- | ----- | ------- |
| Température minimale moyenne (°C)   | 19,4 | 19,4  | 20,7 | 21,8  | 22,9  | 23,8  | 23,5  | 23,5  | 23,6  | 23,1  | 21,7  | 20,3  | 22      |
| Température moyenne (°C)            | 22,9 | 23,2  | 24,7 | 26    | 26,9  | 27,2  | 27,2  | 27,2  | 26,7  | 25,9  | 24,8  | 23,4  | 25,5    |
| Température maximale moyenne (°C)   | 28,6 | 29,1  | 30,9 | 32    | 32,7  | 32,4  | 32,6  | 33    | 31,9  | 30,7  | 29,7  | 28,6  | 31      |
| Record de froid (°C)                | 9,2  | 9,7   | 11,4 | 14,6  | 15,2  | 18,8  | 17    | 20,8  | 20,8  | 17    | 11,2  | 12,7  | 9,2     |
| Record de chaleur (°C)              | 36,4 | 36    | 34,7 | 39    | 36,6  | 36,4  | 39,2  | 36,8  | 36,6  | 36,1  | 35,2  | 32,6  | 39,2    |
| Ensoleillement (h)                  | 198  | 192,3 | 232  | 257   | 231,9 | 206,5 | 220,1 | 221,7 | 181,5 | 193,7 | 183,9 | 192,2 | 2 510,8 |
| Précipitations (mm)                 | 81,4 | 60    | 32,2 | 44,8  | 110,6 | 191,7 | 115,5 | 141,7 | 240,2 | 242,5 | 122,5 | 106,8 | 1 489,9 |
| Nombre de jours avec précipitations | 8,66 | 6,46  | 4,03 | 3,73  | 7,2   | 12,63 | 11,83 | 13,37 | 15,43 | 15,7  | 11,06 | 9,76  | 119,86  |
| Humidité relative (%)               | 82   | 81    | 79   | 79    | 80    | 84    | 84    | 84    | 87    | 85    | 83    | 83    | 83      |

| Diagramme climatique                                  |            |              |            |               |               |               |             |               |               |               |               |
| J                                                     | F          | M            | A          | M             | J             | J             | A           | S             | O             | N             | D             |
| 28,619,481,4                                          | 29,119,460 | 30,920,732,2 | 3221,844,8 | 32,722,9110,6 | 32,423,8191,7 | 32,623,5115,5 | 3323,5141,7 | 31,923,6240,2 | 30,723,1242,5 | 29,721,7122,5 | 28,620,3106,8 |
| Moyennes : • Temp. maxi et mini °C • Précipitation mm |            |              |            |               |               |               |             |               |               |               |               |

### Flore et faune

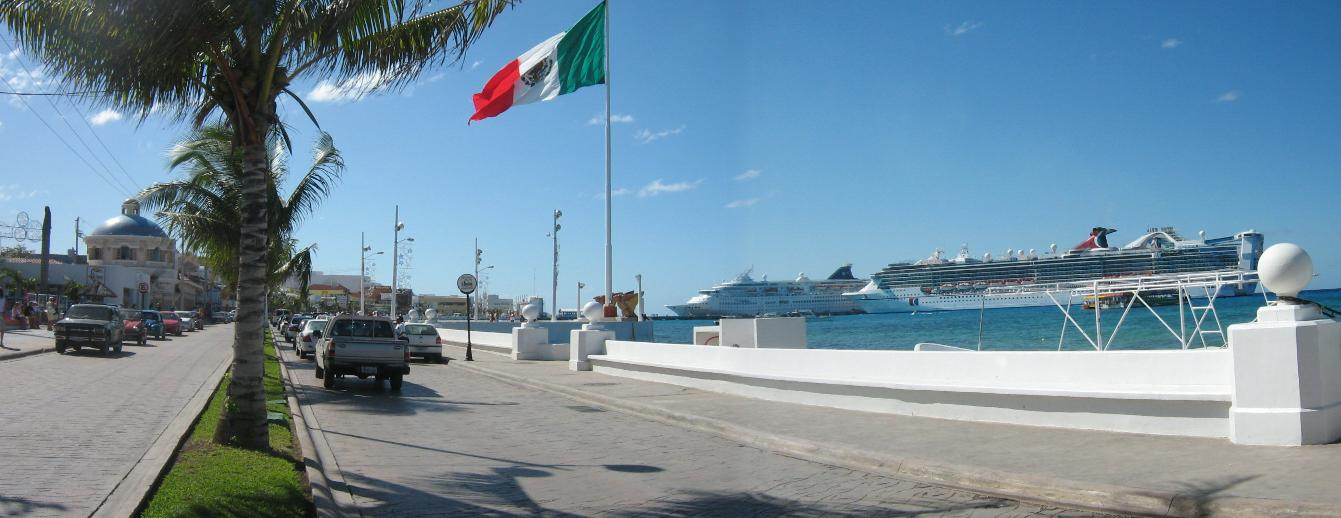
Vue panoramique
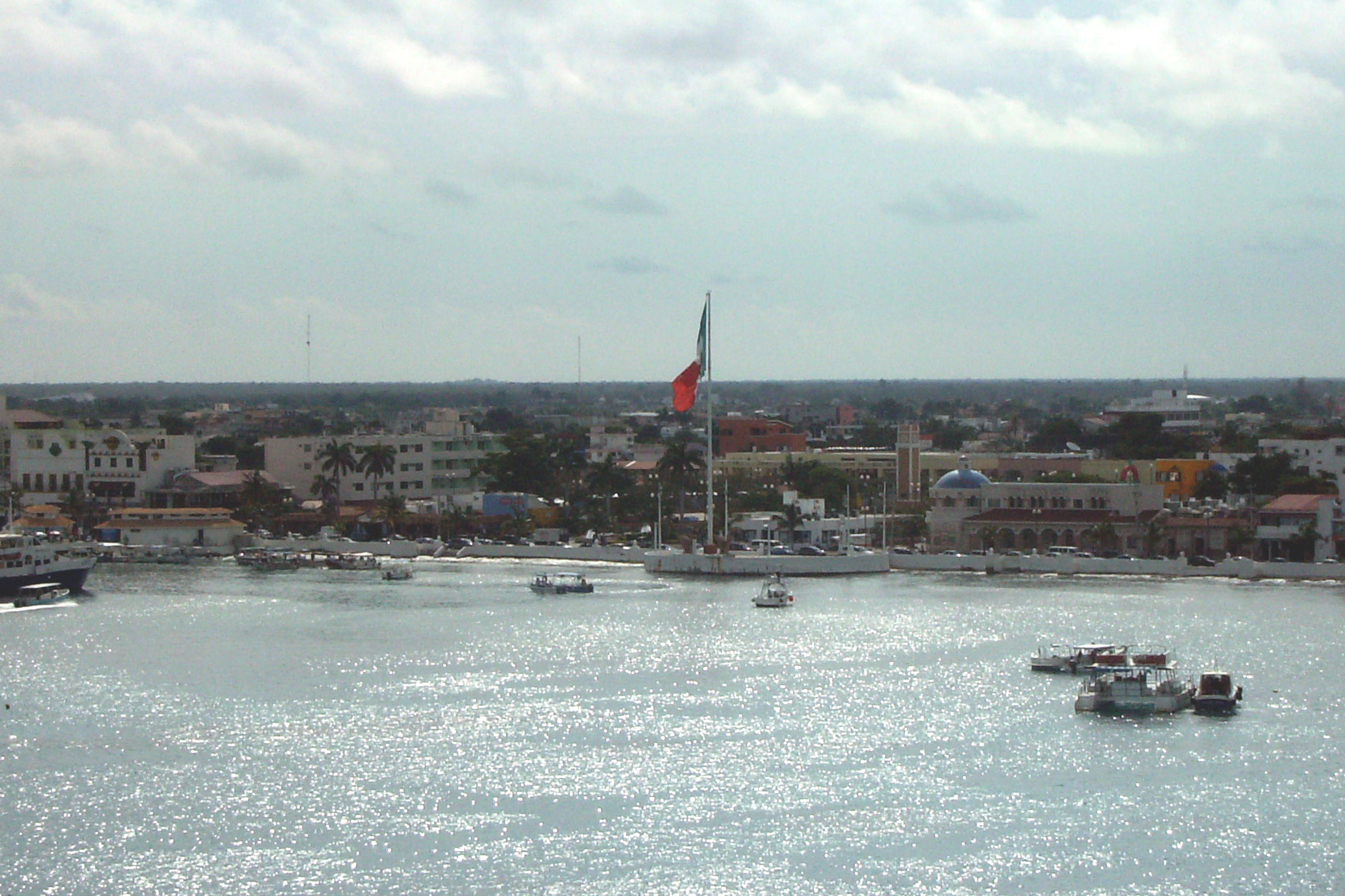
Vue aérienne de San Miguel de Cozumel
Plage
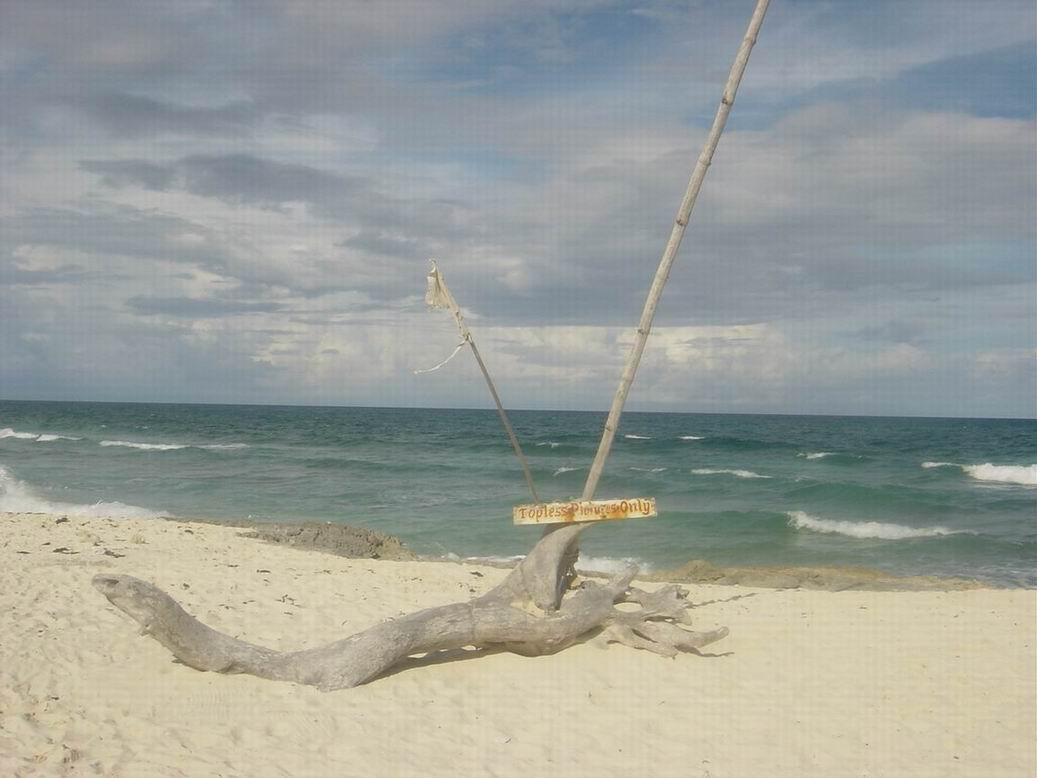
La Punta Sur
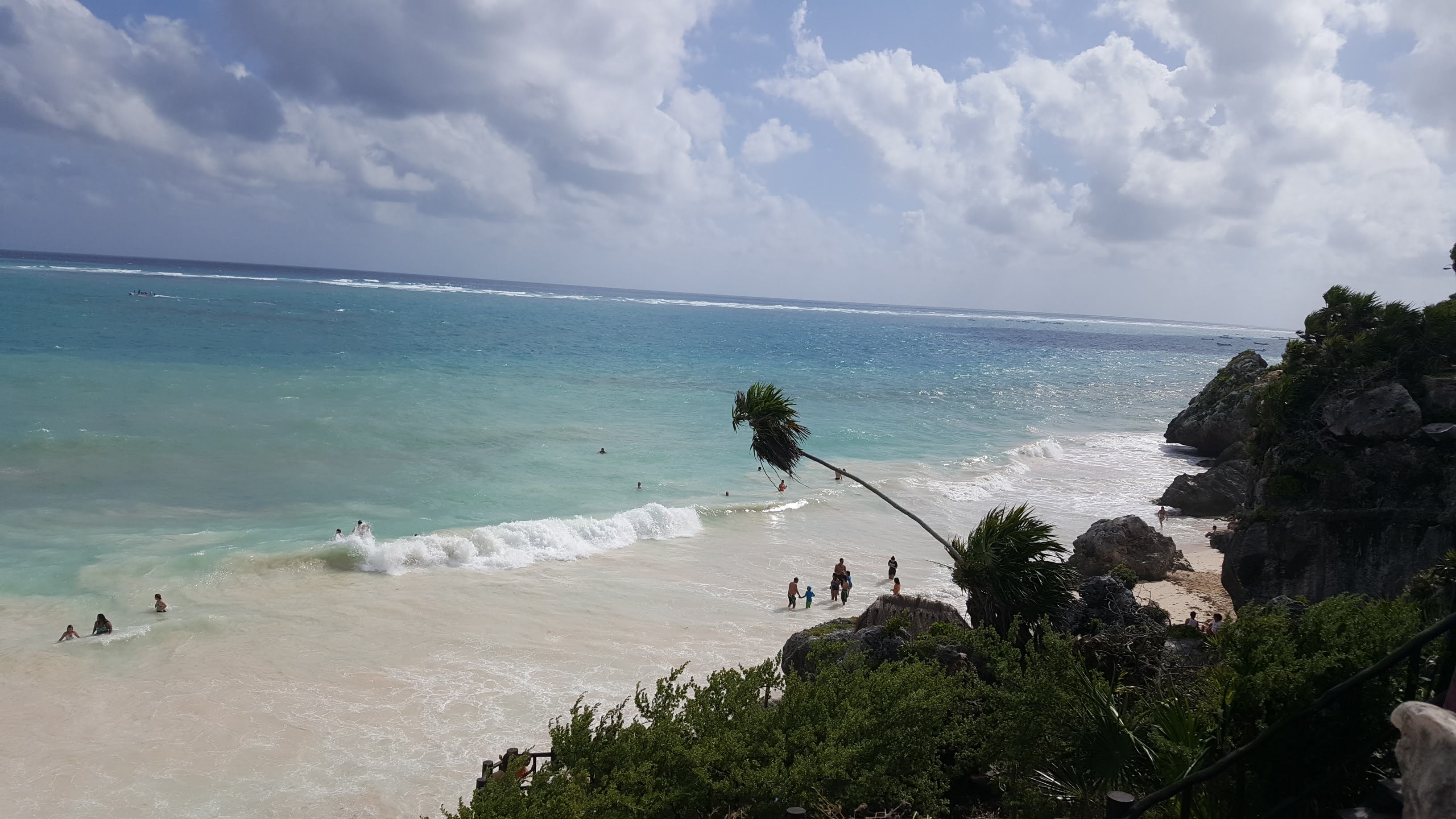
Plage à San Gervasio

La végétation est essentiellement constituée de palmiers. L'île abrite une espèce de raton endémique et en danger critique d'extinction, le raton de Cozumel. Dans l'océan, les dauphins ainsi que les tortues sont présents.
Jusqu'à peu, l'île était relativement bien conservée. « Mais la situation se détériore rapidement » selon l'Union internationale pour la conservation de la nature.